# Лакот, Филипп
Филипп Лакот (фр. Philippe Lacote; род. 1969, Абиджан) — ивуарийский кинорежиссёр и сценарист.

## Ранние годы
Родился в 1969 году в Абиджане (Кот-д’Ивуар)
Детство будущего кинодеятеля прошло в родном городе, который он покинул по окончании классического лицея. Рядом с его домом находился небольшой кинотеатр Le Magic, куда парень регулярно наведывался как в компании старших родственников или друзей, так и в гордом одиночестве. С раннего детства Филипп Лакот полюбил кинематограф и захотел связать с ним свою дальнейшую судьбу. Но воплотить свои замыслы в жизнь ему удалось далеко не сразу.
По окончании школы он перебрался во Францию, где обучался в Университете Тулузы на лингвистическом факультете. Профессиональное становление студент начал в 1989 году в качестве обозревателя и репортера на Radio FMR. Стажировка продолжалась три года, до 1992-го. По окончании обучения студент Лакот стал обладателем ученой степени магистра лингвистики. Следующей вехой в его карьере стала должность ассистента режиссера Мориса Одрана на Radio France. Тогда молодого человека и заинтересовала работа постановщика.

## Карьера
Путь в кинематографе Филипп Лакот начал в 1992 году. Первым местом его работы стал тулузский кинотеатр «Кратер», где он служил киномехаником, а затем помощником по программированию. В этой должности он стал идейным вдохновителем цикла фантастических фильмов, который стал проводиться регулярно. Мероприятие неизменно привлекало в кинозалы местную молодежь, становилось площадкой для увлекательных дискуссий.
Из группы тулузской молодёжи, ходившей на ретроспективы в кинотеатр «Кратер», позднее сформировалась творческая команда, которая приняла участие в съемках короткометражной картины «Сомнамбула» — дебютной работы Филиппа Лакота в качестве режиссера.
Следующие несколько работ Филиппа Лакота также были короткометражными. Он работал не только во Франции, но и в своем родном Кот-д’Ивуаре, и во многих других странах, принимая активное участие в создании международных историко-документальных и художественных короткометражных фильмов. В числе его работ первой половины 2000-х есть, в частности, картина «Журнал Андрея Тарковского» — экранизация дневников легендарного советского режиссёра.
Его первая мировая полнометражная картина «Бег» увидела свет в 2014 году. Премьера фильма произошла в том же году на Каннском фестивале в программе «Особый взгляд» Фильм был номинирован на премию «Люмьер» на 20-й церемонии премии «Люмьер» в категории «Лучший франкоязычный фильм».
«Ночь королей» (La Nuit des rois, 2020) — вторая полнометражная работа Лакота. В фильме рассказывается о гражданских войнах в Кот-д’Ивуаре 2002—2007 и 2010—2011 годов через судьбу молодого убийцы президента. Действие фильма разворачивается в стенах MACA — «единственной тюрьмы в мире, которой управляют сами заключенные» — тюрьмы, расположенной в лесах неподалёку от Абиджана. Фильм рассказывает историю печально известного реального криминального авторитета по имени Зама Кинг, чьи молодые рекруты терроризировали улицы столицы Абиджана, пока он не был зарублен разъяренной толпой в 2015 году.
Сюжет показывает тюрьму МАСА как своеобразное пространство со своими законами. В стенах тюрьмы есть реальная традиция — назначать романов — рассказчиков историй. И это не вымысел. О том, что такая традиция в MACA есть, Лакоту рассказал сидевший там друг детства. От него он узнал, что в MACA назначают романа — буквально живую книгу, то есть — заключённого, который должен каждую ночь рассказывать другим заключенным разные истории. И события фильма показываются через такого романа, в них есть танцы и театральность, несмотря на стены тюрьмы.
Фильм стал победителем премии Amplify Voices Award на Международном кинофестивале в Торонто в 2020 году.
Для Лакота эта работа имеет личную подоплеку — когда ему было 7 лет, он навещал в тюрьме MACA свою мать, которая была там политзаключенной на год.
Оба фильма, «Бег» и «Ночь королей» были выбраны в качестве заявки Кот-д’Ивуара на премию «Оскар» в категории « Лучший международный художественный фильм», номинированы на 88-ю церемонию вручения премии «Оскар» в 2016 году и «Ночь королей» на 93-ю церемонию вручения премии «Оскар» в 2021 году.
В 2024 году Лакот снял фильм «Убийственная жара» (Killer Heat) по мотивам произведения Ю Несбё «„Ревность“ и другие истории» (Jealousy Man and Other Stories). В главных ролях: Джозеф Гордон-Левитт, Шейлин Вудли и Ричард Мэдден.
Главные герои — два брата, волею судеб втянутые в любовный треугольник. Одному из них эта история стоит жизни. Виновником считается второй. Когда на след истинного преступника выходит детектив, он приступает к собственному расследованию.

## Фильмография
- Дело Либински / Affaire Libinski (2001); сорежиссёр (совместно с Дэльфин Жаке)
- Наркокурьер / Le passeur (2007); режиссёр, сценарист
- Поджигай, Джасса (2012) / Le djassa a pris feu; продюсер
- Африканский мегаполис / African Metropolis (2013); режиссёр, сценарист
- Бег (2014) / Run; режиссёр, сценарист
- Ягнёнок (2015) / Lamb; продюсер
- Душа тигра (2016) / L'âme du tigre; продюсер
- Дороги рабства (2018) / Les routes de l’esclavage; режиссёр
- Ночь королей (2020) / La nuit des rois; режиссёр, сценарист, продюсер
- Убийственная жара (2024) / Killer Heat; режиссёр[3]